# Адамович, Сергей Фадеевич
Сергей Фадеевич Адамо́вич (2 апреля 1922 — 12 января 1998) — украинский советский художник. Работал в области графики, преимущественно книжной. Заслуженный деятель искусств УССР (1985), член Национального союза художников Украины (с 1950 года).

## Биография
Адамович родился 2 апреля 1922 года в городе Пролетарск, Донецкая губерния, УССР (ныне Лисичанск, Луганская область, Украина). После окончания семи классов в пролетарской средней школе № 5 поступил в Ворошиловградское художественное училище. Будучи одарённым юношей, был приглашён в качестве ученика школы при Ленинградской академии художеств, затем стал её студентом. Однако учёба в Ленинграде была прервана войной, развязанной Германией. Сергей Адамович вернулся в Лисичанск, где работал на заводе «Пролетарий». В октябре 1941 года призван в ряды Рабочие-крестьянской Красной армии. Военную подготовку проходил в 11-м запасном стрелковом полку. Затем был направлен на учёбу в Московское военно-инженерное училище, по окончании которого служил в 5-й мотострелковой бригаде 5-го танкового корпуса. Участвовал в освобождении Белоруссии и Прибалтики. В мае 1944 года лейтенант Адамович был тяжело ранен. 
На фронте во время привалов рисовал картины, которые в 1944 году стали основой его первой персональной выставки в Самарканде, где художник проходил лечение в госпитале.
После окончания войны Сергей Адамович поступил в Киевский художественный институт. Его выпускная дипломная работа — картина «Утро на Донбассе» — посвящена родному Луганскому краю. В 1950 году после окончания института стал членом Союза художников Украины. В последующие годы Адамович увлёкся книжной и станковой графикой. Занимался иллюстрациями к произведениям выдающихся украинских и российских классиков, таких как Иван Франко, Ольга Кобылянская, Николай Гоголь, Лев Толстой, Михаил Шолохов и Тарас Шевченко.
Жил Сергей Адамович в Киеве, но часто приезжал в Лисичанск, где жил его брат Юрий. Умер Адамович также в Киеве, где и был похоронен.

## Творчество
Произведения Сергея Адамовича экспонировались более чем на полусотни международных, всесоюзных, республиканских и его персональных выставках в Москве, Киеве, Риге, Варшаве, организовывались передвижные выставки по городам Украины. 3 декабря 1976 года его картины увидели и жители родного Лисичанска. Часть этих картин была подарена городскому краеведческому музею, из фондов которого неоднократно организовывались для лисичан выставки творчества выдающегося земляка.
Линогравюры «Шахта», «Лисичьей над Донцом» и другие из серий «Дореволюционный Донбасс» и «Новый Донбасс» навеяны рассказами родителей, личными воспоминаниями, детскими наблюдениями автора. Лейтмотив всех гравюр — своеобразные силуэты терриконов, живописная природа родного края.
Также Сергей Адамович известен как автор иллюстраций к поэмам Тараса Шевченко «Сова», «И мёртвым, и живым…» (1954) и «Наймичка» (1955) — все теперь хранятся в Национальном музее Тараса Шевченко. Также он оформил юбилейное издание поэмы Шевченко «Гайдамаки» на латышском языке (Рига, 1964).

## Награды и признание
Кавалер орденов Отечественной войны I степени (1985) и Красной звезды (29.06.1945). Отмечен Почётной грамотой Президиума Верховного Совета УССР. За иллюстрации к роману О. Кобылянской «Земля» награждён малой Серебряной медалью ВДНХ СССР (14.07.1962). Выдвигался на соискание Сталинской премии.